# Zittau
Zittau (pronunciación en alemán: /ˈt͡sɪtaʊ̯/ⓘ) es una ciudad en el distrito de Löbau-Zittau, estado federado de Sajonia, Alemania. Su nombre se deriva de la palabra eslava para centeno (checo: žito, polaco: żyto).

## Historia

### Historia hasta 1635

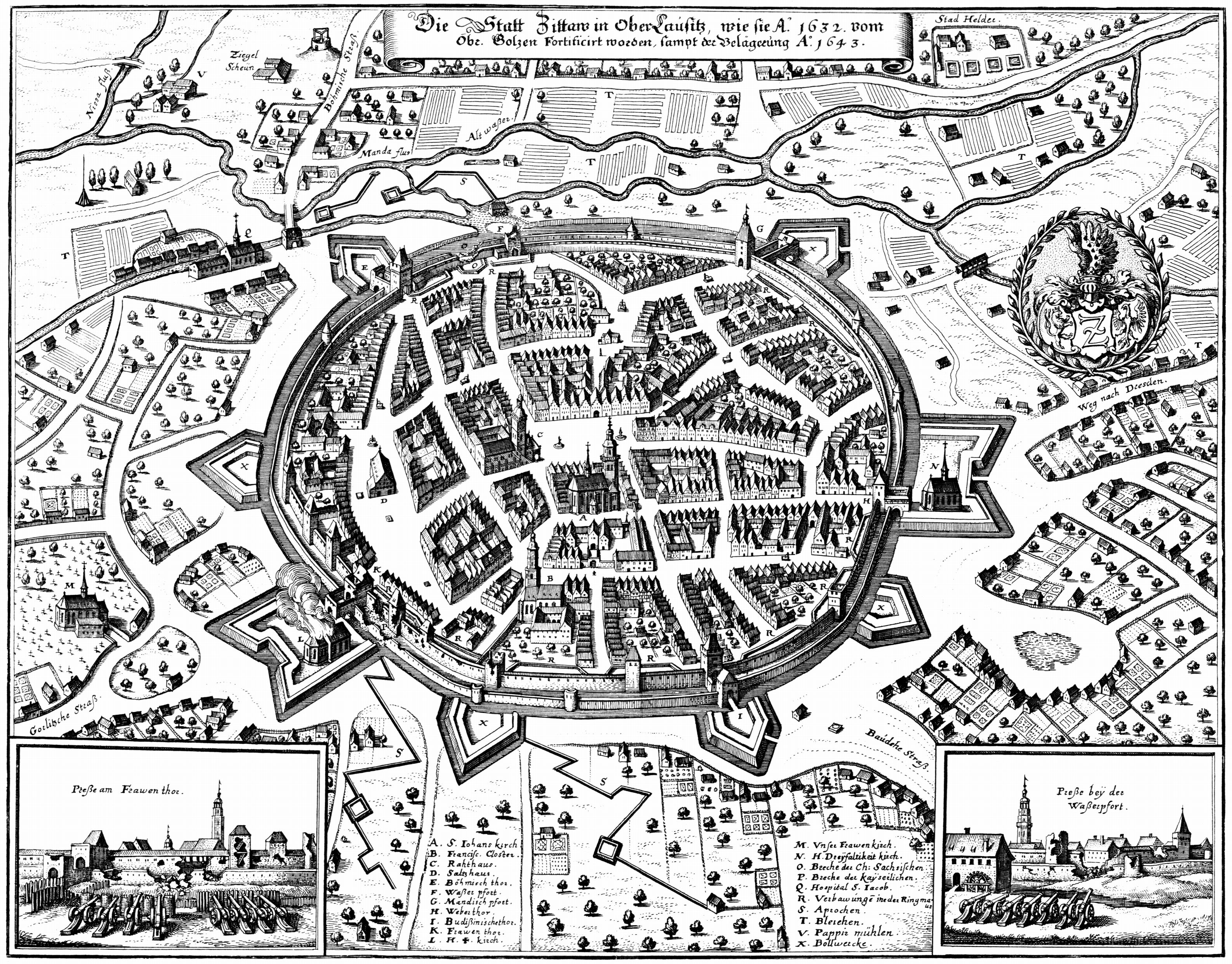
Zittau en 1647.

El territorio de Zittau perteneció al marquesado de Meissen hasta 1241, cuando pasó a la corona de Bohemia. La primera mención documentada ocurre en el año de 1238. Según la leyenda, el rey Otakar II de Bohemia llegó al pueblo en 1255 y lo elevó al rango de ciudad, demarcando la línea que seguiría la muralla de la ciudad. Esta muralla fue expandida por una segunda muralla entre 1513 y 1535.
La ciudad fue próspera desde temprano, como lo demuestra el hecho de que la familia von Leipa patrocinara un monasterio de la Orden Franciscana en 1268. En 1283, Zittau y el castillo de Oybin son empeñados, por primera vez, por el Rey de Bohemia a los margraves de Brandeburgo. En 1300 la ciudad obtuvo el derecho de acuñar moneda y ese mismo año los caballeros de la orden de San Juan (Johanniter-Ritterorden) se establecieron en la ciudad. En 1310 el rey Juan I de Bohemia vende las ciudades de Zittau y Oybin a los Señores von Leipa,  y las adquiere de nuevo en 1319 para darlas como garantía de un préstamo al duque Heinrich von Jauer.
Pasó posteriormente a ser propiedad del emperador Carlos IV de Luxemburgo, que a su vez toma préstamos dando la ciudad en garantía, préstamos que paga en 1358. La ciudad se enriqueció con el comercio por la ruta privilegiada por Carlos IV. En 1396, el territorio de la ciudad incluía 36 pueblos. En 1424 los husitas atacaron el territorio de Zittau, pero la ciudad no fue conquistada. Aparte de estos ataques, la ciudad sufrió varios incendios, estando entre los más destructivos los de 1359, 1422 y 1455.
Una epidemia de peste causó grandes pérdidas de vida en 1555, habiendo otros brotes en 1559 y 1599. Después de 1538, la Reforma Protestante se estableció definitivamente en la ciudad. En 1547, la ciudad fue penalizada por el emperador por no apoyar al Sacro Imperio Romano Germánico en la lucha contra los pueblos protestantes de Bohemia que estaban en rebeldía. Sin embargo, para el fin del siglo Zittau ya había vuelto a adquirir todos los territorios y privilegios perdidos. Después de la derrota de las fuerzas de Bohemia en la Batalla de la Montaña Blanca, muchos protestantes de esa región emigraron a Zittau. Hasta mediados del siglo XVIII existió una comunidad evangélica de idioma checo en la ciudad.

### Historia de 1635 a 1945

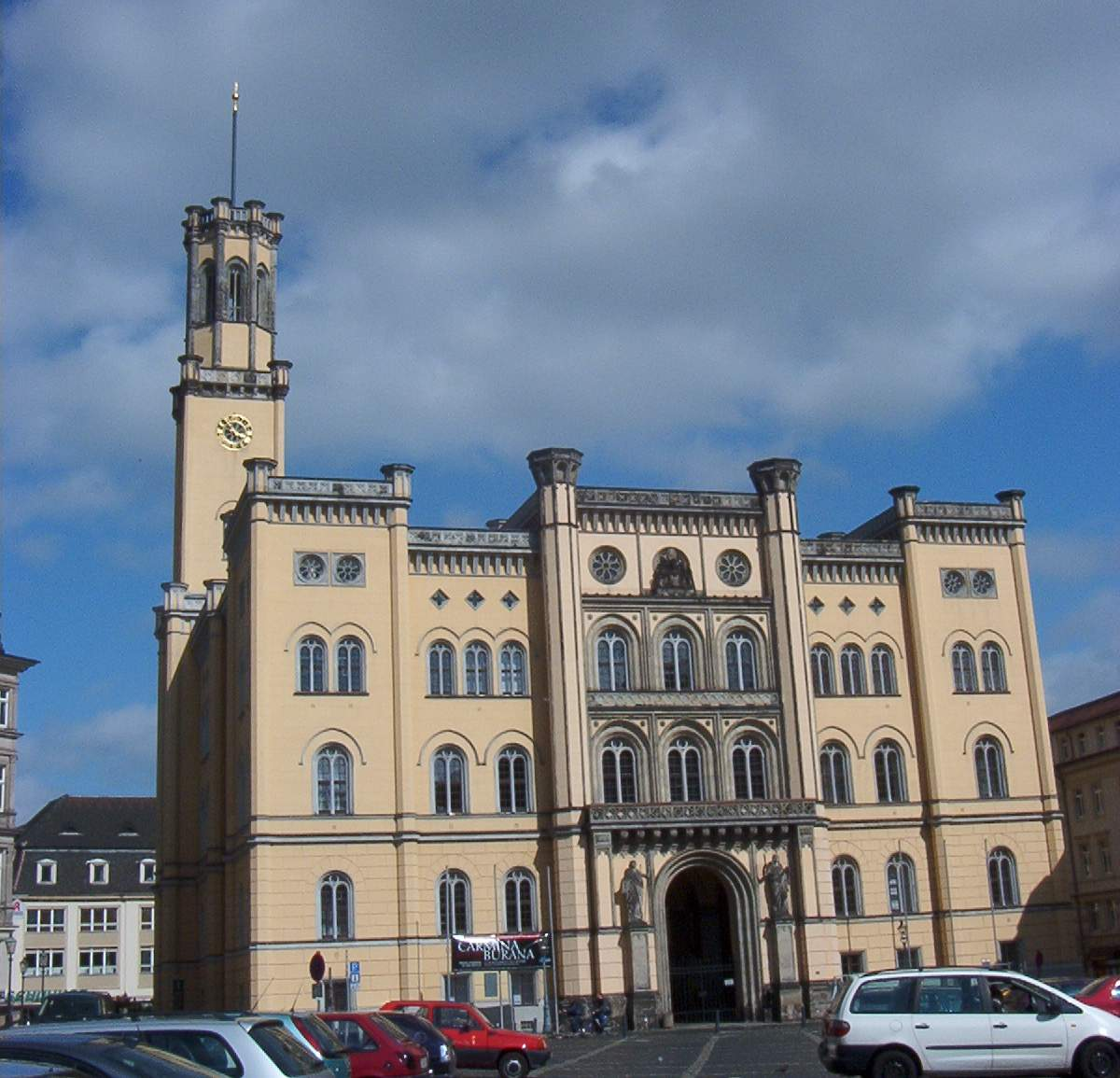
Ayuntamiento de Zittau

En 1635 Zittau entra a formar parte de principado de Sajonia. En 1705 se establece una sociedad de comerciantes y una librería en la ciudad. El comercio con el lienzo, que tomó dimensiones europeas, lo mismo que el comercio con la cerveza y paños, enriquecieron a la ciudad y sus habitantes.
Durante la Guerra de los Siete Años, el bombardeo del 23 de julio de 1757 por las fuerzas austríacas provocó un incendio que destruyó el 80 % de la ciudad, incluyendo el ayuntamiento y la iglesia de San Juan. La reconstrucción de la iglesia fue problemática y no se concluyó hasta 1837. En 1840 se colocó la primera piedra para la edificación de un nuevo ayuntamiento, concluido en 1845.
Con la inauguración del nuevo Teatro de la ciudad, el 25 de octubre de 1802, comienza una época de esplendor en la vida teatral Zittau. Los restos que quedaban de la muralla de la ciudad fueron demolidos entre 1820 y 1869, siendo estas áreas convertidas en zonas verdes. En 1884 se inauguró el primer hospital. Entre finales del siglo XIX y 1945 la ciudad se convirtió en un centro de la industria textil de Alemania. Durante el régimen nazi la minoría checa de la ciudad y la región fue en gran parte expulsada.

### Historia desde 1945
Con la expulsión de los alemanes de Bohemia y de Silesia tras la Segunda Guerra Mundial, que pasó al control de Polonia, gran número de refugiados pasaron por la ciudad.  En mayo de 1945, el ejército soviético creó un campo de prisioneros en el barrio de Großporitsch, que llegó a tener hasta 20 000 prisioneros militares y civiles alemanes. Con la nueva frontera en la línea Oder-Neisse, Zittau perdió el barrio de Großporitsch, que estaba en la ribera oriental del Neisse. El 10 de septiembre el ejército soviético cedió el control a Polonia.
Con la nueva frontera, quedó aislada la que había sido una ciudad próspera y una ruta comercial. El antiguo comercio con las provincias alemanas de Silesia, Posen y las ciudades alemanas de los Sudetes desapareció completamente. Durante el régimen de la RDA, las rutas con Polonia estaban restringidas y con las huelgas de Solidarność en septiembre de 1980, se introdujeron nuevas restricciones. Todo esto contribuyó a la decadencia de la ciudad, como lo demuestran los datos demográficos.
En mayo de 2004, las celebraciones de la expansión de la Unión Europea hacia el Este se realizaron en Zittau con la participación polaca y checa.

## Evolución demográfica

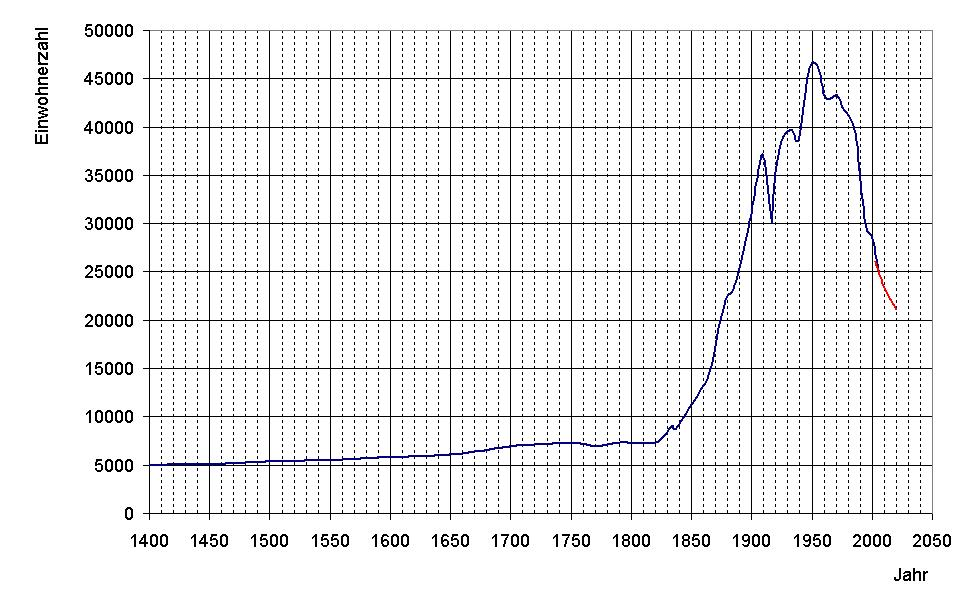
Diagrama de la evolución demográfica de Zittau

En 1950, la ciudad de Zittau tuvo su máximo histórico de población, con aproximadamente 47 000 habitantes. Desde entonces, debido al desempleo, al aislamiento y la caída en las tasas de natalidad, la población de la ciudad ha ido descendiendo. Con la reunificación alemana esta tendencia se aceleró aún más, pues los jóvenes buscan mejores perspectivas de empleo en otras regiones.
A pesar de que la expansión de la Unión Europea hacia el Este da esperanza de que mejore la vida comercial, los pronósticos indican que la tendencia demográfica seguirá bajando.
| Año/Fecha                | Habitantes |
| ------------------------ | ---------- |
| Año 1790                 | 7334       |
| Año 1820                 | 7372       |
| 1 de diciembre de 1834 ¹ | 9100       |
| 1 de diciembre de 1837 ¹ | 8674       |
| 3 de diciembre de 1849 ¹ | 10 056     |
| 3 de diciembre de 1861 ¹ | 13 361     |
| 3 de diciembre de 1864 ¹ | 14 300     |
| 3 de diciembre de 1867 ¹ | 15 600     |
| 1 de diciembre de 1871 ¹ | 17 869     |
| 1 de diciembre de 1875 ¹ | 20 417     |
| 1 de diciembre de 1880 ¹ | 22 473     |
| 1 de diciembre de 1885 ¹ | 23 215     |
| 1 de diciembre de 1890 ¹ | 25 394     |

| Fecha                    | Habitantes |
| ------------------------ | ---------- |
| 2 de diciembre de 1895 ¹ | 28 132     |
| 1 de diciembre de 1900 ¹ | 30 921     |
| 1 de diciembre de 1905 ¹ | 34 719     |
| 1 de diciembre de 1910 ¹ | 37 084     |
| 1 de diciembre de 1916 ¹ | 30 795     |
| 5 de diciembre de 1917 ¹ | 30 147     |
| 8 de octubre de 1919 ¹   | 34 200     |
| 16 de junio de 1925 ¹    | 38 521     |
| 16 de junio de 1933 ¹    | 39 719     |
| 17 de mayo de 1939 ¹     | 38 628     |
| 1 de diciembre de 1945 ¹ | 43 968     |
| 29 de octubre de 1946 ¹  | 45 084     |
| 31 de agosto de 1950 ¹   | 46 692     |

| Fecha                     | Habitantes |
| ------------------------- | ---------- |
| 31 de diciembre de 1955   | 46 103     |
| 31 de diciembre de 1960   | 43 241     |
| 31 de diciembre de 1964 ¹ | 42 850     |
| 1 de enero de 1971 ¹      | 43 321     |
| 31 de diciembre de 1975   | 42 048     |
| 31 de diciembre de 1981 ¹ | 41 122     |
| 31 de diciembre de 1985   | 39 731     |
| 31 de diciembre de 1988   | 38 144     |
| 31 de diciembre de 1990   | 34 465     |
| 31 de diciembre de 1995   | 29 584     |
| 31 de diciembre de 2000   | 27 454     |
| 31 de diciembre de 2005   | 25 277     |
| 31 de diciembre de 2006   | 24 984     |

¹ Resultado de censo.

### Pronóstico demográfico
Desarrollo de la población 2003-2020 - Pronóstico para Zittau:
| Fecha                   | Población |
| ----------------------- | --------- |
| 31 de diciembre de 2010 | 23 389    |
| 31 de diciembre de 2015 | 22 172    |
| 31 de diciembre de 2020 | 21 136    |

Fuente: Bertelsmann Stiftung

## Ciudades hermanadas
- Villingen-Schwenningen, Baden-Wurtemberg
- Bogatynia (Reichenau), Polonia
- Liberec (Reichenberg), República Checa
- Pistoia, Italia
- Portsmouth, Ohio (Estados Unidos)